# قلعه جعفرآباد
قلعه جعفرآباد مربوط به دوره متاخر اسلامی دوره زند است و در شهرستان مهریز، بخش مرکزی، دهستان میانکوه، روستای طزنج واقع شده و این اثر در تاریخ ۲۲ آبان ۱۳۸۶ با شمارهٔ ثبت ۱۹۸۹۹ به‌عنوان یکی از آثار ملی ایران به ثبت رسیده است.